# Hantsport
Hantsport är en ort i Kanada.   Den ligger i provinsen Nova Scotia, i den sydöstra delen av landet, 900 km öster om huvudstaden Ottawa. Antalet invånare är 1 253.
Terrängen runt Hantsport är platt. Havet är nära Hantsport åt nordväst. Trakten är glest befolkad. Närmaste större samhälle är Windsor, 9,6 km söder om Hantsport. 